# Lill Larsson
Gun Lillemor "Lill" Larsson, född 9 oktober 1933 i Uddevalla, död 23 november 2001 i Annedals församling i Göteborg, var en svensk skådespelare.
Hon var gift med sångaren och skådespelaren Tommy Jacobsson. De är begravda på Backa nya kyrkogård.

## Filmografi
- 1961 – Julia y el celacanto
- 1963 – Sten Stensson kommer tillbaka
- 1964 – Att älska
- 1982 – Flickan som inte kunde säga nej
- 1984 – Taxibilder (TV-serie)